# Història dels escacs a Catalunya
La història dels escacs a Catalunya cobreix el desenvolupament dels escacs des de l'edat mitjana fins a l'actualitat en territoris catalans, així com els seus jugadors i associacions més cèlebres.

## Història
Un dels esports més antics que existeixen és el dels escacs. Al segle xi ja apareixen esmentats els jocs d'escacs en documents catalans, com en els testaments del comte Ermengol I d'Urgell (devers el 1010) i de la comtessa Ermessenda de Carcassona, vídua de Ramon Borrell de Barcelona (del 1058). Un dels manuscrits europeus sobre els escacs de més circulació en els segles XIV i XV va ser el Scacorum ludus seu de moribus et officiis nobilium (també titulat Moralisatio super ludum scacorum o Solacium ludi scachorum) del dominicà Jaume de Cessoles, traduït a totes les llengües i del qual se'n conserven diversos manuscrits de dues versions catalanes titulades De les costumes dels hòmens e dels oficis dels nobles sobre el joc dels escacs (editada el 1900) i Llibre de bones costums dels hòmens e dels oficis dels nobles (editada el 1902). Pel fet que les partides es jugaven amb fortes apostes de diners l'Església va prohibir els escacs, així com Joan I de Catalunya-Aragó (1390).
Més difícil és determinar en quina data aquest joc es convertí en esport. L'any 1866, l'austríac Steinitz fou proclamat com el primer campió del món d'escacs. A partir d'aquesta data, per tant, els escacs es convertiren plenament en una pràctica esportiva. Inicialment els escacs es començaren a practicar a Catalunya a locals de cafè com el Barcelona, l'Espanyol, el Comtal o la Sala Imperio. El gran impulsor de l'escaquisme fou Plàcid Soler i Bordas, campió de Catalunya el 1924. Soler fou soci fundador del Club Escacs Barcelona (15 de setembre de 1921) i de l'Escacs Comtal Club (1923). La Federació Catalana d'Escacs nasqué l'any 1925, representant el mateix any els escacs de l'Estat a la Federació Internacional. Entre 1927 i 1929 aparegueren una quarantena d'entitats fora de Barcelona, de les que una de les primeres fou el CE Mataró. La Federació Espanyola fou creada el 1927 a Barcelona i el primer president fou Joan Bertran. "Els Escacs a Catalunya" fou una publicació en llengua catalana que s'edità entre els anys 1927 i 1938. En foren els creadors Plàcid Soler, Josep Albert, Rafael Domènech i Fabià Fernàndez.
Als anys 40 i 50 destacà el mallorquí, però pertanyent a la Federació Catalana, Arturo Pomar. L'any 1946, amb només 14 anys, es proclamà campió d'Espanya. El 1954 esdevingué Mestre Internacional i el 1962 Gran Mestre Internacional. El 1950 es fundà el Club Escacs Vulcà.
El 1975 nasqué el Catalunya Escacs Club al districte de Sants-Montjuïc. El 1999 es fusionaren els clubs Barcelona i Vulcà naixent el Club Escacs Barcelona-Vulcà. Als anys 90 destacà Miquel Illescas, Gran Mestre Internacional des del 1988.

## Personalitats destacades dels escacs catalans
Dècada de 1910
- Josep Paluzie i Lucena

Dècada de 1920
- Plàcid Soler i Bordas
- Valentí Marín i Llovet

Dècada de 1930
- Josep Vilardebò i Picurena
- Àngel Ribera i Arnal
- Pere Cherta i Clos

Dècada de 1940
- Miquel Albareda i Creus
- Rafael Llorens Llorens
- MI Antonio Medina
- Glòria Velat

Dècada de 1950
- GM Arturo Pomar
- Romà Bordell i Rosell
- Jaume Lladó Lumbera
- Pepita Ferrer i Lucas

Dècada de 1960
- Jordi Puig i Laborda
- MI Miquel Farré i Mallofré
- Rafael Saborido i Carné
- Pere Puig i Pulido
- Júlia Maldonado

Dècada de 1970
- Joaquim Serra i Margalef
- Maria Rosa Ribes

Dècada de 1980
- Alexandre Pablo Marí
- MI Ángel Martín González
- Mònica Vilar

Dècada de 1990
- GM Miquel Illescas
- GM Alfons Romero Holmes
- GM Jordi Magem i Badals
- GM David García Ilundáin
- MI Víctor Vehí Bach

Dècada de 2000
- MI Josep Anton Lacasa Díaz
- GM Lluís Comas i Fabregó
- GM Josep Oms Pallisé
- GM Marc Narciso Dublan
- GM Josep Manuel López Martínez
- GM Òscar de la Riva Aguado

Dècada de 2010
- GM Àlvar Alonso Rosell
- GM Xavier Vila Gázquez
- GM Daniel Alsina i Leal
- GM Hipòlit Asís Gargatagli

Dècada de 2020
- GM Pere Garriga Cazorla[4]